# 江梦南
江梦南（1992年—），瑶族，中國內地女性聽障學者。2022年，获选中央廣播電視總台《感动中国》2021年度人物。

## 生平
1992年，出生在湖南省郴州市宜章县的一个瑶族家庭。三个月大的时候用了耳毒性药物导致耳聋。能凭借唇语进行交流。
2011年，考入吉林大学药学院。
2018年，获得硕士学位，及考入清华大学生命与科学学院博士，研究方向是肿瘤免疫和机器学习。

## 荣誉
2022年，获《感动中国》2021年度人物。